# Metrioidea brunnea
Metrioidea brunnea är en skalbaggsart som först beskrevs av George Robert Crotch 1873.  Metrioidea brunnea ingår i släktet Metrioidea och familjen bladbaggar. Inga underarter finns listade i Catalogue of Life.